# Rhodostrophia cruentataria
Rhodostrophia cruentataria är en fjärilsart som beskrevs av De Villers 1789. Rhodostrophia cruentataria ingår i släktet Rhodostrophia och familjen mätare. Inga underarter finns listade.